# Estación de Mogoñé
Mogoñé es una estación de trenes que se encuentra en San Juan Guichicovi, Oaxaca.

## Historia
La estación fue construida por el antiguo Ferrocarril Nacional de Tehuantepec mediante concesión. En junio de 1879 se aprobó el contrato celebrado con el Sr. Learned el 19 de enero de 1878, y el 6 de noviembre de 1880 se fijó el trayecto de la línea. Por decreto, el 30 de mayo de 1882 se autorizó al Ejecutivo Federal para la construcción de un ferrocarril por el Istmo y en 24 de julio del mismo año se dictaron las resoluciones y disposiciones relativas á proceder a los trabajos preliminares a la construcción del Ferrocarril Interoceánico por aquel Istmo.
Luego de 25 años sin que el ferrocarril pasara por la estación, una SD70M propiedad del gobierno mexicano pasó por las estación para las primeras pruebas de la locomotoras en la vía rehabilitada.